# Schadowstraße (Düsseldorf)

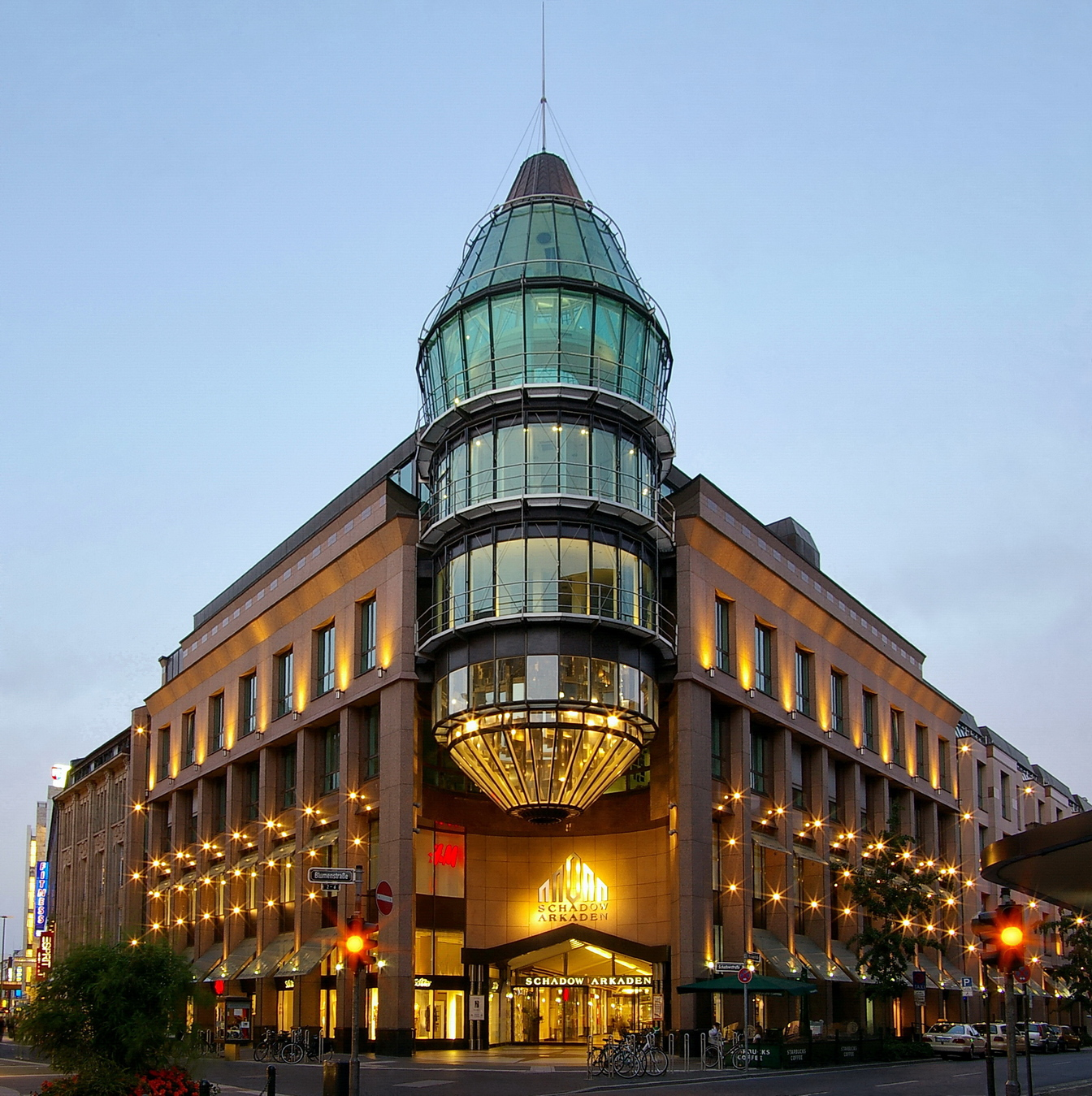
Schadow-Arkaden

Die Schadowstraße in Düsseldorf, vor 1850 Flinger Steinweg, ist eine der meistfrequentierten Einkaufsstraßen Deutschlands. Benannt wurde sie im Jahre 1851 nach dem Maler Wilhelm von Schadow, der ab 1826 durch seine Lehrtätigkeit als Direktor der Kunstakademie Düsseldorf die Düsseldorfer Malerschule begründet hatte.

## Lage
Die Schadowstraße verläuft von West nach Ost im nördlichen Teil des Düsseldorfer Stadtteils Stadtmitte. Sie beginnt an der nördlichen Königsallee, Ecke Blumenstraße, wird nach 30 Metern Fußgängerzone, tangiert am südlichen Ende den Schadowplatz und lässt nördlich den Jan-Wellem-Platz liegen. Nach Norden ergibt sich in Höhe der Berliner Allee ein Blick auf das Dreischeibenhaus und das Schauspielhaus am Gustaf-Gründgens-Platz. Schnurgerade verläuft die Schadowstraße nun bis zur Kreuzung mit der Jacobistraße und der Tonhallenstraße. Sie ist heute eine Fußgänger- und Fahrradstraße. Bis zum Bau der Wehrhahnlinie (U-Bahn-Trasse) fuhren neben Kraftfahrzeugen auch Straßenbahnen über den östlichen Hauptteil der Schadowstraße. Nach der Kreuzung mit der Jacobi-/Tonhallenstraße, an der ein großes Kaufhaus befindet, führt sie weiter nach Osten und heißt ab hier Am Wehrhahn.

## Geschichte
Die Schadowstraße entstand auf einem ehemaligen Fuhrweg, der Düsseldorf mit Gerresheim verband. Er führte durch das Gebiet des ehemaligen Flinger Waldes weiter über die heutige Grafenberger Allee, die auch heute noch über den „Am Wehrhahn“ in die Schadowstraße übergeht. Im 17. Jahrhundert ließ Kurfürst Jan Wellem den Weg pflastern, um eine feste, dauerhaft befahrbare Verbindung zu schaffen (Flinger Steinweg). Entlang dieses Fuhrweges sind dann etliche Pferdetränken und Gastschenken entstanden. Gebaut wurde sie als Ausfallstraße ins Bergische Land über den „Kälbermarkt“, dem heutigen Schadowplatz, den „Flinger Steinweg“ und die „Elberfelder Chaussee“ (heutige Grafenberger Allee) nach Elberfeld. In Höhe des heutigen Kö-Bogen befand sich der Viehmarkt Düsseldorfs, später zum „Kälbermarkt“ reduziert, dahinter gab es nur freies, unbebautes Land.
Der Düsseldorfer Architekt Rudolf Wiegmann entwarf 1836 das Wohnhaus für Wilhelm von Schadow, das er 1838 für ihn in der Schadowstraße (Steinweg 212 4/20, seit 1856 Schadowstraße Eckhaus 54 und Nachbarhaus 56) erbaute. Dieses Wohnhaus an der Ecke zur Bleichstraße ging später in den Besitz des Malers Andreas Achenbach über. In der Schadowstraße richtete der in Schwäbisch Gmünd geborene US-amerikanische Maler Emanuel Leutze 1851 ein großes Atelier ein, in dem das Gemälde Washington Crossing the Delaware entstand.
Wo heute die Ladenlokale des Kö-Bogen II an der Schadowstraße liegen wurde 1897 der Witwe Brügelmann gehörige Wohnhaus Schadowstraße 40 auf einem Grundstücke von 3182 m² mit großem schönen Garten angekauft, und bis 1900 nach den Plänen des Architekten Leo von Abbema das „Haus der Bürgergesellschaft“ erbaut. Im Erdgeschoss befand sich ein großer Ladenraum, im ersten Obergeschoss ein Restaurant und in den höheren Geschossen ein Hotel mit 40 Betten: Nach hinten gelegen gab es große Vereinsfesträume und umfangreiche Kellereien für das Weingeschäft. Ein großer Garten mit Terrasse, und eine hineingebaute Kegelbahn, bot auch Raum für Tennisspiele.
Von 1889 bis 1892 wurde an der Kreuzung zur Tonhallenstraße die Alte Tonhalle errichtet. Sie bildete für viele Jahrzehnte ein Kultur- und Veranstaltungszentrum der Stadt. In ihrem Vorgängerbau, der Konzerthalle neben dem Geisler’schen Saal, fand 1852 die Uraufführung der 3. Sinfonie („Rheinische“) von Robert Schumann statt. 1899 wurde nach Plänen des Architekten Fritz Hofmeister das Warenhaus Tietz an der Schadowstraße 43/45 erbaut, welches zu jener Zeit als „die grösste Anlage dieser Art in Düsseldorf“ galt. Anfang 1900 wurde das Ibach-Haus, erbaut von den Architekten Gottfried Wehling und Alois Ludwig, Schadowstraße 52 zum kammermusikalischen Zentrum der Stadt. Des Weiteren befanden sich zu dieser Zeit unter anderem Varietés und Kinos in der Straße.
Während des Zweiten Weltkriegs wurde die Bebauung entlang der Straße durch Luftangriffe weitgehend zerstört, in der Nachkriegszeit dann als Geschäftsstraße wiederaufgebaut. In den Jahren 1951/1952 wurden die Reste der Tonhalle abgerissen, auch das Schadowhaus musste 1953 weichen. Die Schadowstraße stieg in den 1950er Jahren zu einer der wichtigsten Einkaufsstraßen der Bundesrepublik auf. Mit Karstadt, errichtet auf dem Grundstück der alten Tonhalle, und dem Kaufhof, der direkt gegenüber auf der Straße Am Wehrhahn entstand, wo zuvor das bis 1969 bestehende Kaufhaus Koch am Werhahn abgerissen worden war, hatten zwei der vier großen Warenhausketten der alten Bundesrepublik dort große Filialen errichtet. Seit den 1970ern kommen, vor allem in der Vorweihnachtszeit, viele Besucher aus den Niederlanden zum Einkaufen auf die Schadowstraße nach Düsseldorf. Im Laufe der 1980er Jahre wurden im östlichen Teil der Schadowstraße die Bürgersteige auf Kosten der dritten und vierten Fahrbahn deutlich vergrößert und neugestaltet. zwischen 1990 und 1994 wurden an der Schadowstraße Ecke Blumenstraße die Schadow-Arkaden gebaut. 2001 wurde am Ende der Fußgängerzone, gegenüber dem Tausendfüßler, mit dem neuen Peek & Cloppenburg Weltstadthaus eines der größten Bekleidungskaufhäuser der Stadt eröffnet. Architekt war der US-Amerikaner Richard Meier.
Seit den 1990ern lässt sich ein Passantenrückgang auf der Schadowstraße feststellen. Eine Untersuchung der Immobilienmakler Kemper’s/Jones Lang LaSalle ergab, dass die durchschnittliche Passantenzahl an einem Samstag von 17.865 pro Stunde im Jahr 2001 auf 7.965 im Jahr 2011 zurückging. Gleichzeitig nahm die Besucherfrequenz auf anderen Einkaufsstraßen, wie der Flinger Straße, zu. Heute besteht im westlichen Teil der Schadowstraße eine Fußgängerzone mit Zugängen zu den Schadow-Arkaden, die sich im Geviert von Schadowstraße, Blumenstraße, Martin-Luther-Platz und Berliner Allee befinden. Von verschiedenen Seiten wurde der Vorschlag gebracht, auch den östlichen Teil der Schadowstraße als Fußgängerzone zu gestalten. Dies wurde jedoch von der Stadtspitze bisher abgelehnt.
Bis 2013 führte die Schadowstraße unter der Hochstraße Tausendfüßler hindurch, die im selben Jahr abgerissen wurde. Sie stieß (bis zu deren Tieferlegung in den Kö-Bogen-Tunnel) auf die vielbefahrene nordwärts führende Fahrbahn der Düsseldorfer Süd-Nord-Fahrt Berliner Allee. Heute kreuzt hier nur noch eine Straßenbahntrasse und eine begrünte Fußgängerpromenade.
Die Schadowstraße befindet sich derzeit im Wandel, zahlreiche Häuser aus der Nachkriegszeit werden durch Neubauten ersetzt. Im Rahmen des zweiten Bauabschnitts des Kö-Bogens wird die Straße ihr Gesicht weiter verändern. Es hat sich ein Arbeitskreis aus Politik, Einzelhandel, Verwaltung und IHK gebildet, der ein Verfahren zur Umgestaltung der Schadowstraße erarbeiten wird. Seit September 2015 findet ein Beteiligungsverfahren unter Einbezug der Öffentlichkeit zur konkreten Ausgestaltung der Einkaufsstraße statt (Stadt-Dialog zur Neuordnung der Schadowstraße). Die zweite Dialogrunde begleiten die vier Düsseldorfer Künstler Manuel Franke, Armin Hartenstein, Andrea Knobloch und Thomas Stricker.

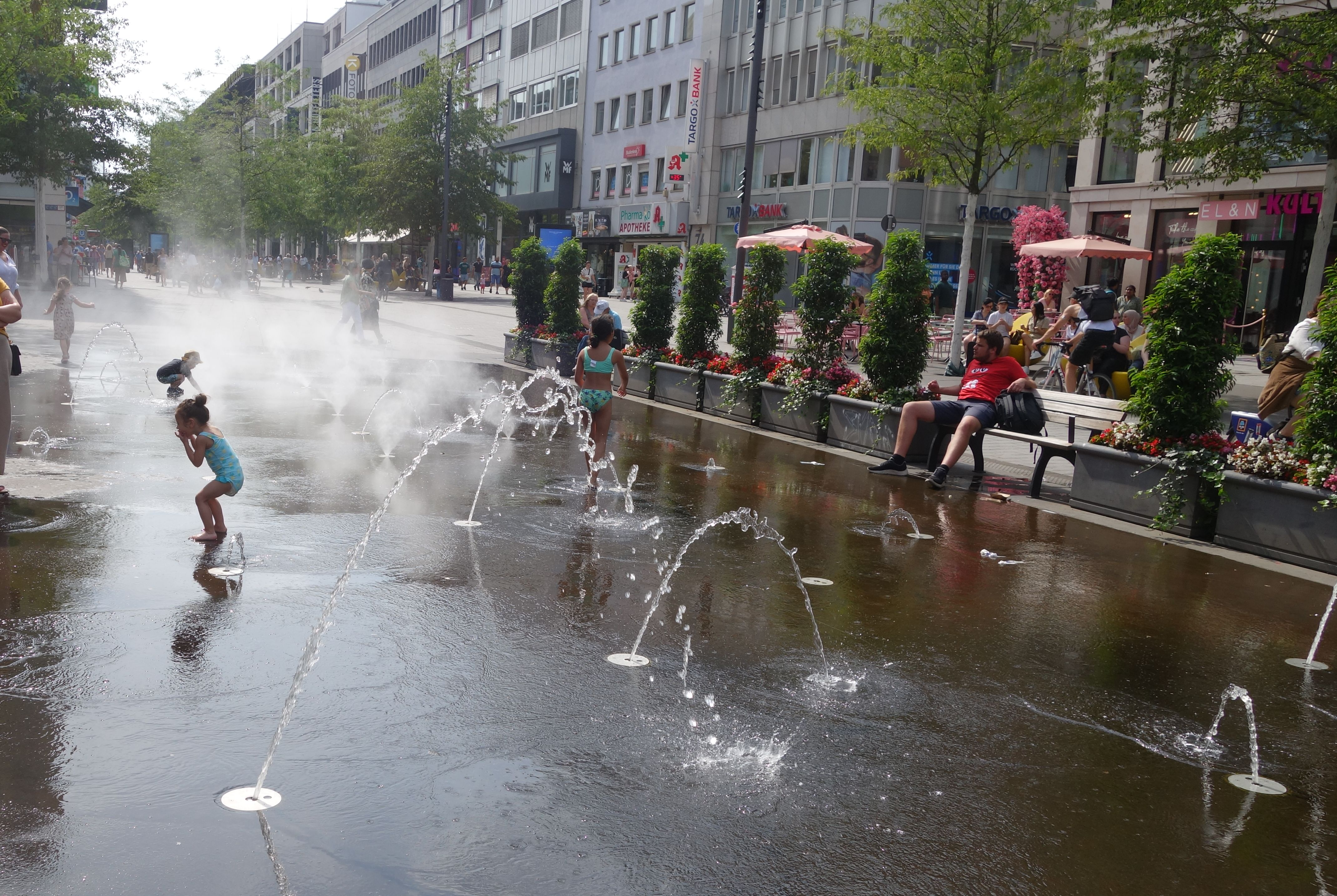
Wasserspiel (August 2024)

Vor dem Karstadt-Kaufhaus wurde als Endpunkt der Umgestaltung etwa Anfang Juni 2022 ein sogenanntes Wasserspiel installiert, bei dem kleine Fontänen an einigen Stellen aus dem Boden steigen. Dieses geriet als „Nicht-Brunnen“ direkt in die Kritik, eine Tageszeitung nannte es in ihrer Überschrift als „so charmant wie ein Wasserrohrbruch“. Nachdem ein Fahrradfahrer dort ein vierjähriges Kind angefahren und so sehr verletzt hatte, dass es ambulant Krankenhaus im Krankenhaus behandelt werden musste, wurde der Radweg durch Blumenkübel abgegrenzt.

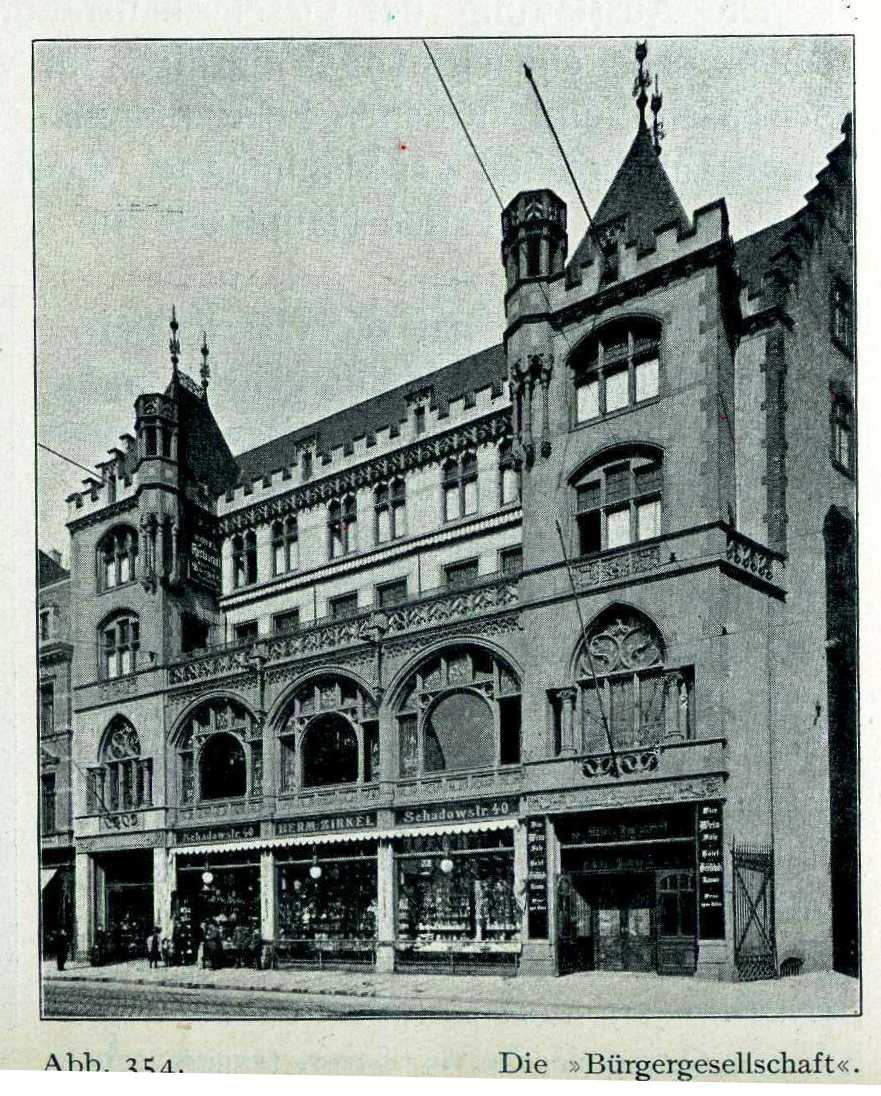
Haus der Bürgergesellschaft (um 1904)
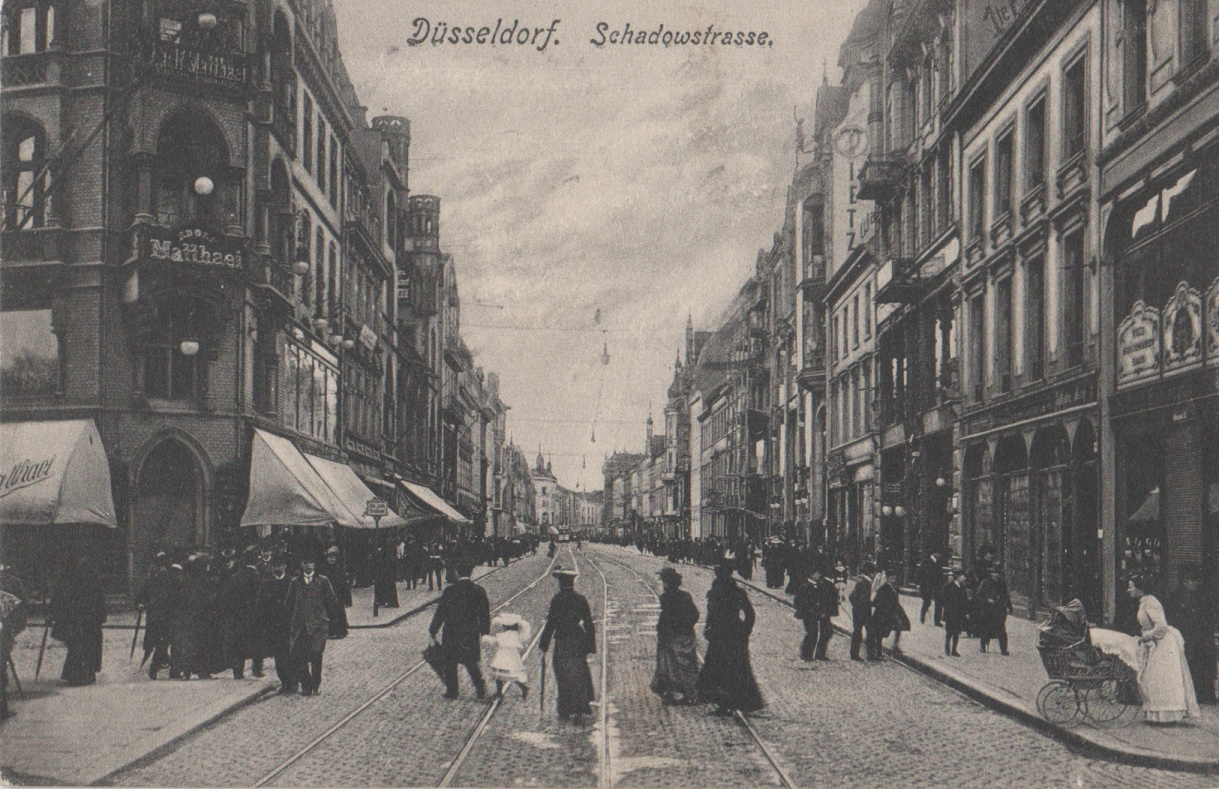
Die Schadowstraße um das Jahr 1906
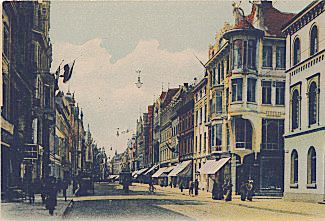
Ibach-Haus (rechtes Eckhaus), Schadowstraße 52 (vor 1909)
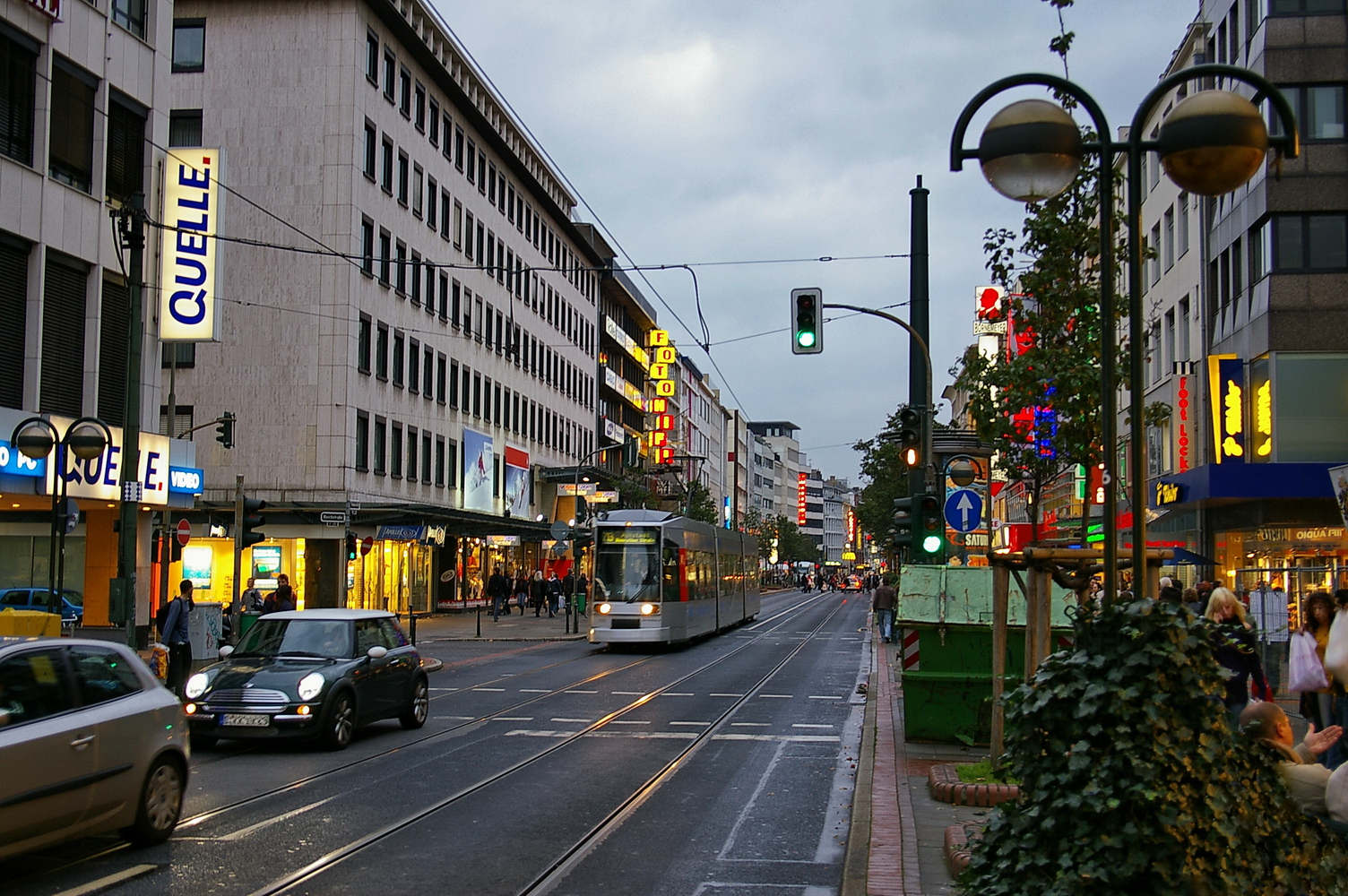
Einkaufsmeile östlich der Berliner Allee, 2006 vor dem Bau der U-Bahn und der grundlegenden Umgestaltung der Straße
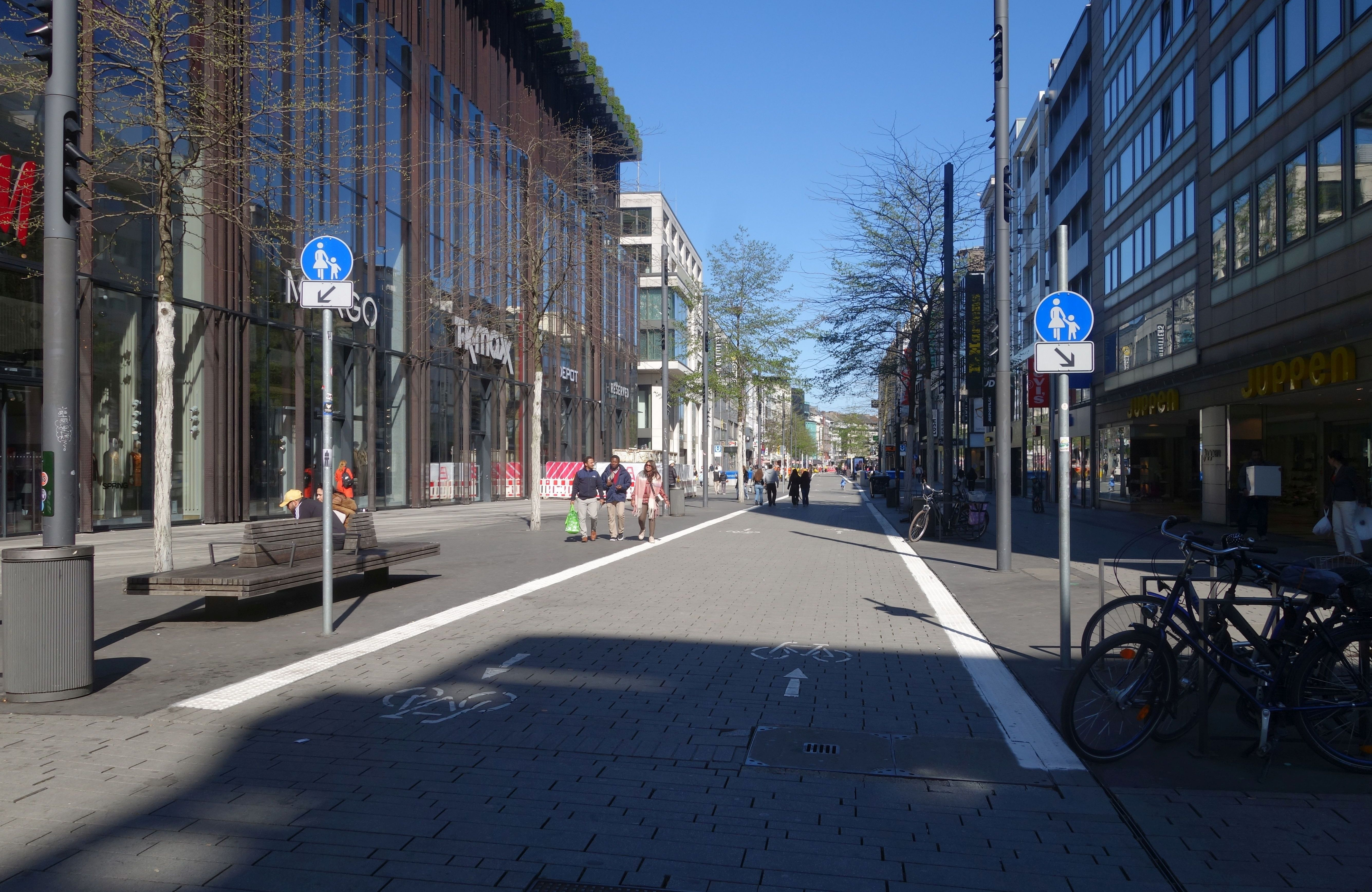
Radweg jetzt in der Straßenmitte (2025, Blickrichtung Ost)

## Verkehrsinfrastruktur
Die beiden Großkaufhäuser unterhalten Parkhäuser mit Zufahrten an den einmündenden Straßen, diverse weitere Parkhäuser gibt es im Einzugsbereich. Die Straßenbahnlinien 701, 705, 706 und 707 kreuzen die Schadowstraße. Die Stadtbahn-Linien U71, U72, U73 und U83 verlaufen im Untergrund der Schadowstraße im Wehrhahn-Tunnel. Sie bedienen den U-Bahnhof Schadowstraße, der von Mai 2008 bis Februar 2016 errichtet wurde. Am U-Bahnhof Schadowstraße halten oberirdisch die Straßenbahnlinien 701, 705 und 706, an der Haltestelle Jacobistraße die 707.

## Infrastruktur
Die Schadowstraße beinhaltet eine Vielzahl von Geschäften. Neben einem großen Vollsortimentkaufhaus an der Kreuzung Tonhallenstraße – das zweite wurde inzwischen aufgegeben – sind vor allem Bekleidungs- und Schuhgeschäfte vorherrschend. Der tägliche und periodische Bedarf wird vollständig abgedeckt, der langfristige Bedarf weitgehend, allerdings ist wenig Gastronomie vorhanden. Der Filialisierungsgrad war 2007 mit 90 % sehr hoch.

## Schadowstraßenfest

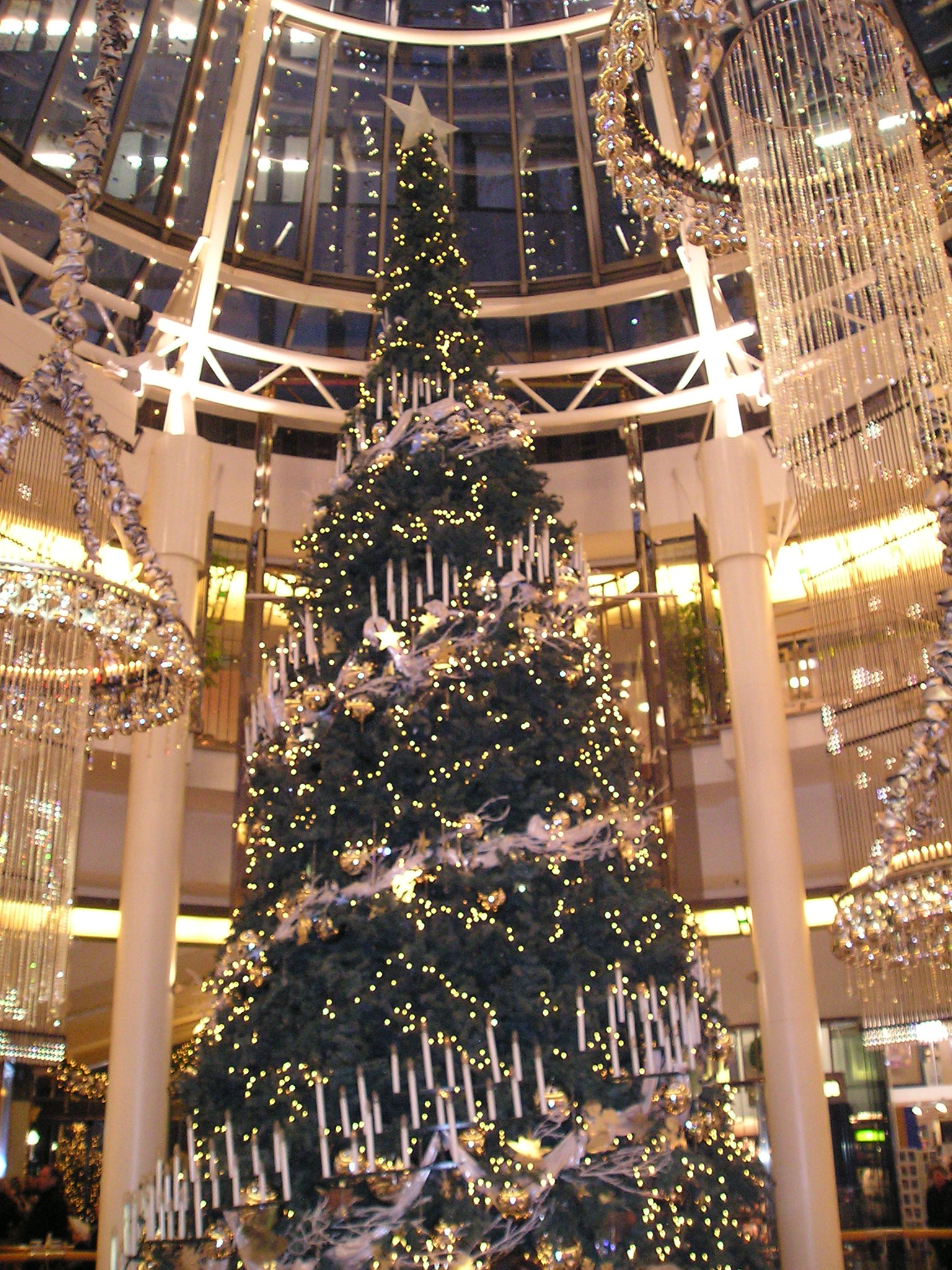
Schadow-Arkaden im Advent

Das jährlich im Spätsommer veranstaltete, zweitägige Schadowstraßenfest gehört mit zu den größeren Veranstaltungen der Landeshauptstadt. Neben Verkaufsständen werden auf mehreren Bühnen Musik unterschiedlicher Stile, Kleinkunst usw. gezeigt. Der alljährliche Weihnachtsmarkt ist fast über den gesamten Straßenverlauf verteilt und setzt sich mit Unterbrechungen bis in die Altstadt fort. Vor dem Düsseldorfer Schauspielhaus befindet sich etwa zeitgleich mit dem Weihnachtsmarkt eine kostenlos zu nutzende Eislaufbahn.